# Перетворювач електромагнітної енергії
Перетво́рювач електромагні́тної енер́гії — пристрій, який перетворює електромагнітну енергію в зручну в кожному конкретному випадку форму: змінює величину змінної напруги (трансформатори), частоту змінної напруги (перетворювачі частоти) тощо.